# Condé-sur-Noireau
Condé-sur-Noireau és un municipi francès situat al departament de Calvados i a la regió de Normandia. L'any 2007 tenia 5.621 habitants.

## Demografia

### Població
El 2007 la població de fet de Condé-sur-Noireau era de 5.621 persones. Hi havia 2.502 famílies de les quals 1.017 eren unipersonals (379 homes vivint sols i 638 dones vivint soles), 718 parelles sense fills, 546 parelles amb fills i 221 famílies monoparentals amb fills.
La població ha evolucionat segons el següent gràfic:
Habitants censats

### Habitatges
El 2007 hi havia 2.870 habitatges, 2.548 eren l'habitatge principal de la família, 41 eren segones residències i 282 estaven desocupats. 1.543 eren cases i 1.309 eren apartaments. Dels 2.548 habitatges principals, 1.084 estaven ocupats pels seus propietaris, 1.415 estaven llogats i ocupats pels llogaters i 49 estaven cedits a títol gratuït; 38 tenien una cambra, 372 en tenien dues, 665 en tenien tres, 661 en tenien quatre i 812 en tenien cinc o més. 1.247 habitatges disposaven pel capbaix d'una plaça de pàrquing. A 1.380 habitatges hi havia un automòbil i a 602 n'hi havia dos o més.

### Piràmide de població
La piràmide de població per edats i sexe el 2009 era:
| Homes | Edats   | Dones |
| ----- | ------- | ----- |
| 0     | 95 o +  | 20    |
| 8     | 90 a 94 | 52    |
| 16    | 85 a 89 | 88    |
| 40    | 80 a 84 | 84    |
| 84    | 75 a 79 | 184   |
| 140   | 70 a 74 | 184   |
| 156   | 65 a 69 | 236   |
| 160   | 60 a 64 | 152   |
| 144   | 55 a 59 | 112   |
| 180   | 50 a 54 | 188   |
| 180   | 45 a 49 | 200   |
| 172   | 40 a 44 | 164   |
| 212   | 35 a 39 | 220   |
| 216   | 30 a 34 | 136   |
| 200   | 25 a 29 | 220   |
| 146   | 20 a 24 | 192   |
| 164   | 15 a 19 | 224   |
| 184   | 10 a 14 | 160   |
| 192   | 5 a 9   | 132   |
| 128   | 0 a 4   | 156   |

## Economia
El 2007 la població en edat de treballar era de 3.320 persones, 2.240 eren actives i 1.080 eren inactives. De les 2.240 persones actives 1.873 estaven ocupades (993 homes i 880 dones) i 367 estaven aturades (174 homes i 193 dones). De les 1.080 persones inactives 386 estaven jubilades, 342 estaven estudiant i 352 estaven classificades com a «altres inactius».

### Ingressos
El 2009 a Condé-sur-Noireau hi havia 2.465 unitats fiscals que integraven 5.122,5 persones, la mediana anual d'ingressos fiscals per persona era de 15.277 €.

### Activitats econòmiques
Dels 295 establiments que hi havia el 2007, 5 eren d'empreses extractives, 11 d'empreses alimentàries, 1 d'una empresa de fabricació de material elèctric, 2 d'empreses de fabricació d'elements pel transport, 20 d'empreses de fabricació d'altres productes industrials, 15 d'empreses de construcció, 78 d'empreses de comerç i reparació d'automòbils, 8 d'empreses de transport, 30 d'empreses d'hostatgeria i restauració, 4 d'empreses d'informació i comunicació, 17 d'empreses financeres, 12 d'empreses immobiliàries, 32 d'empreses de serveis, 37 d'entitats de l'administració pública i 23 d'empreses classificades com a «altres activitats de serveis».
Dels 67 establiments de servei als particulars que hi havia el 2009, 1 era una oficina d'administració d'Hisenda pública, 1 gendarmeria, 1 oficina de correu, 7 oficines bancàries, 1 funerària, 9 tallers de reparació d'automòbils i de material agrícola, 1 taller d'inspecció tècnica de vehicles, 5 autoescoles, 1 paleta, 5 guixaires pintors, 3 fusteries, 2 lampisteries, 2 electricistes, 1 empresa de construcció, 10 perruqueries, 1 veterinari, 1 agència de treball temporal, 10 restaurants, 2 agències immobiliàries, 2 tintoreries i 1 saló de bellesa.
Dels 47 establiments comercials que hi havia el 2009, 1 era, 3 supermercats, 1 una botiga de més de 120 m², 10 fleques, 6 carnisseries, 2 llibreries, 4 botigues de roba, 3 botigues d'equipament de la llar, 3 sabateries, 2 botigues d'electrodomèstics, 2 botigues de mobles, 1 una botiga de mobles, 1 una botiga de material esportiu, 2 drogueries, 2 perfumeries, 1 una perfumeria i 3 floristeries.
L'any 2000 a Condé-sur-Noireau hi havia 19 explotacions agrícoles que ocupaven un total de 858 hectàrees.

## Equipaments sanitaris i escolars
El 2009 hi havia 1 psiquiàtric, 1 centre de salut, 4 farmàcies i 1 ambulància.
El 2009 hi havia 2 escoles maternals i 4 escoles elementals. A Condé-sur-Noireau hi havia 2 col·legis d'educació secundària i 1 liceu d'ensenyament general. Als col·legis d'educació secundària hi havia 507 alumnes i als liceus d'ensenyament general 584.

## Poblacions més properes
El següent diagrama mostra les poblacions més properes.